# Stylidium exiguum
Stylidium exiguum är en tvåhjärtbladig växtart som beskrevs av Anthony R. Bean. Stylidium exiguum ingår i släktet Stylidium och familjen Stylidiaceae. Inga underarter finns listade i Catalogue of Life.